# Whispers in the Dark
Whispers in the Dark ist ein Lied aus dem Soundtrack des Films Künstlerball (Artists & Models).

## Entstehungshintergrund
Das Lied wurde von Friedrich Hollaender komponiert und erschien 1937 als Teil der Filmmusik. Der Text des Songs wurde von Leo Robin geschrieben. 1938 erfolgte eine Nominierung für den Oscar in der Kategorie „Bester Song“. Gesungen wurde es im Film von Connee Boswell.

## Coverversionen
Versionen des Stückes mit Gesang oder auch instrumental wurden von zahlreichen Künstlern veröffentlicht, wie beispielsweise von
- Artie Shaw (Album The Complete Rhythm Makers Sessions 1937-1938)[3]
- Marlene Dietrich (Album Wenn ich mir was wünschen dürfte)[4]
- Bing Crosby (Album The Vintage Years)[5]
- Mumford & Sons[6]

Tom Lord listet zwölf Coverversionen des Titels im Bereich des Jazz, u. a. auch von Claude Thornhill, Bob Crosby, Connie Boswell, Benny Goodman, Henry Jerome, Ove Lind, Lars Erstrand.